# Mistrzostwa Świata Juniorów w Hokeju na Lodzie 2018/Elita
42. Mistrzostwa Świata Juniorów w Hokeju na Lodzie Elity odbyły się w amerykańskim Buffalo, w dniach od 26 grudnia 2017 do 5 stycznia 2018. Mecze rozgrywane były w USA po raz piąty w historii.

## Organizacja
Lodowiska
| KeyBank Center Pojemność: 19 070 | HarborCenter Pojemność: 1800 | New Era Field Pojemność: 71 608 |
| -------------------------------- | ---------------------------- | ------------------------------- |
|                                  |                              |                                 |
| Stany Zjednoczone – Buffalo      | Stany Zjednoczone – Buffalo  | Stany Zjednoczone – Buffalo     |

W tej części mistrzostw uczestniczyło 10 najlepszych drużyn na świecie. System rozgrywania meczów był inny niż w niższych dywizjach. Najpierw drużyny rozgrywały mecze w fazie grupowej (2 grupy po 5 zespołów), systemem każdy z każdym. Po raz pierwszy w tych rozgrywkach zmieniono sposób kwalifikacji do fazy pucharowej. Pierwsze cztery zespoły w fazie grupowej awansowały do ćwierćfinałów. Zmianie uległa również formuła wyłonienia drużyny, która spada do pierwszej dywizji. Najsłabsza drużyna każdej z grup grała w fazie play-out do dwóch zwycięstw. Drużyna, która dwukrotnie przegrała spadła do niższej dywizji.

## Sędziowie
IIHF wyznaczyło 12 głównych arbitrów oraz 10 liniowych. Oto lista wybranych
| Sędziowie główni: - Andris Ansons - Alexandre Garon - Jacob Grumsen - Mikko Kaukokari - Artur Kuliew - Manuel Nikolic - Gordon Schukies - Robin Šír - Mikael Sjöqvist - Stephen Thomson - Jeremy Tufts - Marc Wiegand | Liniowi - Franco Castelli - Markus Hägerström - Wiliam Hancock II - Rene Jensen - Jon Kilian - Dustin McCrank - Jiří Ondráček - Peter Šefčík - Aleksander Sysujew - Emil Yletyinen |

## Faza grupowa
Grupa A
| 26 grudnia 2017 | Kanada | 4:2 | Finlandia | KeyBank Center, Buffalo |

| Szczegóły      | Szczegóły                                                                                | Szczegóły       | Szczegóły                                       | Szczegóły                                                                                            |
| -------------- | ---------------------------------------------------------------------------------------- | --------------- | ----------------------------------------------- | --- |
| Godzina: 16:00 | B. Katchouk (EQ) 05:34 S. Steel (PP) 06:01 D. Batherson (EQ) 12:52 T. Raddysh (EQ) 32:47 | (3:1, 1:1, 0:0) | 12:19 (EQ) A. Heponiemi 27:31 (PP) H. Jokiharju | Widzów: 9 552 Sędzia główny: Artur Kuliew Manuel Nikolic Sędziowie liniowi: Jon Kilian Jiří Ondráček |
| Godzina: 16:00 | 12 min. kar                                                                              |                 | 6 min. kar                                      | Widzów: 9 552 Sędzia główny: Artur Kuliew Manuel Nikolic Sędziowie liniowi: Jon Kilian Jiří Ondráček |

| 26 grudnia 2017 | Dania | 0:9 | Stany Zjednoczone | KeyBank Center, Buffalo |

| Szczegóły      | Szczegóły   | Szczegóły       | Szczegóły | Szczegóły                                                                                                 |
| -------------- | ----------- | --------------- | --- | --- |
| Godzina: 20:00 |             | (0:5, 0:2, 0:2) | 02:27 (EQ) M. Jones 05:04 (PP) K. Bellows 08:26 (EQ) C. Mittelstadt 11:35 (EQ) K. Yamamoto 18:48 (EQ) C. Mittelstadt 24:08 (PS) K. Bellows 39:31 (EQ) P. Harper 52:30 (PP) A. Peeke 53:23 (EQ) D. Samberg | Widzów: 7 207 Sędzia główny: Gordon Schukies Robin Šír Sędziowie liniowi: Peter Šefčík Aleksander Sysujew |
| Godzina: 20:00 | 10 min. kar |                 | 6 min. kar | Widzów: 7 207 Sędzia główny: Gordon Schukies Robin Šír Sędziowie liniowi: Peter Šefčík Aleksander Sysujew |

| 27 grudnia 2017 | Słowacja | 0:6 | Kanada | KeyBank Center, Buffalo |

| Szczegóły      | Szczegóły   | Szczegóły       | Szczegóły | Szczegóły                                                                                             |
| -------------- | ----------- | --------------- | --- | --- |
| Godzina: 19:00 |             | (0:1, 0:3, 0:2) | 03:39 (EQ) S. Steel 21:24 (PP) Kyrou 25:43 (EQ) J. Gadjovich 30:33 (PP) T. Raddysh 55:58 (EQ) M. Comtois 58:30 (PP) J. Gadjovich | Widzów: 7 834 Sędzia główny: Jeremy Tufts Marc Wiegand Sędziowie liniowi: William Hancock Rene Jensen |
| Godzina: 19:00 | 12 min. kar |                 | 4 min. kar | Widzów: 7 834 Sędzia główny: Jeremy Tufts Marc Wiegand Sędziowie liniowi: William Hancock Rene Jensen |

| 28 grudnia 2017 | Finlandia | 4:1 | Dania | KeyBank Center, Buffalo |

| Szczegóły      | Szczegóły                                                                                | Szczegóły       | Szczegóły                      | Szczegóły                                                                                                |
| -------------- | ---------------------------------------------------------------------------------------- | --------------- | ------------------------------ | --- |
| Godzina: 12:00 | J. Koppanen (EQ) 02:49 A. Räsänen (EQ) 06:56 Välimäki (EQ) 35:38 H. Jokiharju (EQ) 37:44 | (2:0, 2:1, 0:0) | 21:38 (PP) N. Krag Christensen | Widzów: 5 026 Sędzia główny: Andris Ansons Alexandre Garon Sędziowie liniowi: Franco Castelli Jon Kilian |
| Godzina: 12:00 | 2 min. kar                                                                               |                 | 14 min. kar                    | Widzów: 5 026 Sędzia główny: Andris Ansons Alexandre Garon Sędziowie liniowi: Franco Castelli Jon Kilian |

| 28 grudnia 2017 | Stany Zjednoczone | 2:3 | Słowacja | KeyBank Center, Buffalo |

| Szczegóły      | Szczegóły                                       | Szczegóły       | Szczegóły                                                         | Szczegóły |
| -------------- | ----------------------------------------------- | --------------- | ----------------------------------------------------------------- | --- |
| Godzina: 20:00 | B. Tkachuk (EQ) 31:07 C. Mittelstadt (EQ) 56:49 | (0:0, 1:1, 1:2) | 24:52 (EQ) F. Krivošík 55:15 (EQ) F. Krivošík 57:52 (EQ) S. Buček | Widzów: 8 188 Sędzia główny: Artur Kuliew Mikael Sjöqvist Sędziowie liniowi: Markus Hägerström Emil Yletyinen |
| Godzina: 20:00 | 2 min. kar                                      |                 | 4 min. kar                                                        | Widzów: 8 188 Sędzia główny: Artur Kuliew Mikael Sjöqvist Sędziowie liniowi: Markus Hägerström Emil Yletyinen |

| 29 grudnia 2017 | Kanada | 3:4 pk. | Stany Zjednoczone | New Era Field, Buffalo |

| Szczegóły      | Szczegóły                                                     | Szczegóły                 | Szczegóły                                                                                   | Szczegóły |
| -------------- | ------------------------------------------------------------- | ------------------------- | ------------------------------------------------------------------------------------------- | --- |
| Godzina: 15:00 | C. Makar (PP) 04:13 D. Dubé (PP) 15:17 B. Katchouk (EQ) 37:39 | (2:0, 1:1, 0:2, 0:0, 0:2) | 36:27 (PP2) K. Bellows 46:09 (PP) S. Perunovich 46:43 (EQ) B. Tkachuk 65:00 (PS) K. Bellows | Widzów: 44 592 Sędzia główny: Mikko Kaukokari Marc Wiegand Sędziowie liniowi: Jiří Ondráček Aleksander Sysujew |
| Godzina: 15:00 | 12 min. kar                                                   |                           | 6 min. kar                                                                                  | Widzów: 44 592 Sędzia główny: Mikko Kaukokari Marc Wiegand Sędziowie liniowi: Jiří Ondráček Aleksander Sysujew |

| 30 grudnia 2017 | Finlandia | 5:2 | Słowacja | KeyBank Center, Buffalo |

| Szczegóły      | Szczegóły | Szczegóły       | Szczegóły                               | Szczegóły |
| -------------- | --- | --------------- | --------------------------------------- | --- |
| Godzina: 16:00 | J. Koppanen (EQ) 27:02 A. Räsänen (PP) 39:02 A. Heponiemi (EQ) 46:23 J. Ikonen (EQ) 52:36 M. Nurmi (EQ) 54:01 | (0:0, 2:1, 3:1) | 34:14 (EQ) M. Bodák 49:03 (EQ) S. Buček | Widzów: 6 229 Sędzia główny: Gordon Schukies Stephen Thomson Sędziowie liniowi: Dustin McCrank Jiří Ondráček |
| Godzina: 16:00 | 8 min. kar |                 | 8 min. kar                              | Widzów: 6 229 Sędzia główny: Gordon Schukies Stephen Thomson Sędziowie liniowi: Dustin McCrank Jiří Ondráček |

| 30 grudnia 2017 | Dania | 0:8 | Kanada | KeyBank Center, Buffalo |

| Szczegóły      | Szczegóły  | Szczegóły       | Szczegóły | Szczegóły                                                                                                  |
| -------------- | ---------- | --------------- | --- | --- |
| Godzina: 20:00 |            | (0:3, 0:2, 0:3) | 03:52 (EQ) R. Thomas 17:21 (EQ) B. Howden 19:39 (EQ) S. Steel 27:52 (PP) C. Makar 29:20 (EQ) B. Howden 43:30 (EQ) A. Formenton 49:03 (EQ) M. McLeod 52:26 (PP) D. Batherson | Widzów: 8 671 Sędzia główny: Manuel Nikolic Mikael Sjöqvist Sędziowie liniowi: Peter Šefčík Emil Yletyinen |
| Godzina: 20:00 | 8 min. kar |                 | 4 min. kar | Widzów: 8 671 Sędzia główny: Manuel Nikolic Mikael Sjöqvist Sędziowie liniowi: Peter Šefčík Emil Yletyinen |

| 31 grudnia 2017 | Stany Zjednoczone | 5:4 | Finlandia | KeyBank Center, Buffalo |

| Szczegóły      | Szczegóły | Szczegóły       | Szczegóły                                                                                 | Szczegóły                                                                                          |
| -------------- | --- | --------------- | ----------------------------------------------------------------------------------------- | -------------------------------------------------------------------------------------------------- |
| Godzina: 16:00 | T. Frederic (EQ) 03:59 C. Mittelstadt (EQ) 14:33 J. Anderson (PP2) 26:56 J. Anderson (PP) 39:26 A. Fox (EQ) 58:23 | (2:0, 2:2, 1:2) | 29:01 (EQ) A. Räsänen 38:44 (PP) Tolvanen 48:25 (SH) J. Koppanen 49:31 (EQ) K. Vesalainen | Widzów: 7 884 Sędzia główny: Alexandre Garon Robin Šír Sędziowie liniowi: Rene Jensen Peter Šefčík |
| Godzina: 16:00 | 8 min. kar |                 | 10 min. kar                                                                               | Widzów: 7 884 Sędzia główny: Alexandre Garon Robin Šír Sędziowie liniowi: Rene Jensen Peter Šefčík |

| 31 grudnia 2017 | Słowacja | 5:1 | Dania | HarborCenter, Buffalo |

| Szczegóły      | Szczegóły                                                                                            | Szczegóły       | Szczegóły                | Szczegóły |
| -------------- | --- | --------------- | ------------------------ | --- |
| Godzina: 18:00 | M. Roman (EQ) 11:42 M. Fehérváry (EQ) 29:38 M. Roman (SH) 34:38 Buček (EQ) 44:06 A. Liška (EQ) 45:22 | (1:1, 2:0, 2:0) | 04:46 (PP) J. Blichfield | Widzów: 1 419 Sędzia główny: Andris Ansons Jeremy Tufts Sędziowie liniowi: Franco Castelli Aleksander Sysujew |
| Godzina: 18:00 | 12 min. kar                                                                                          |                 | 10 min. kar              | Widzów: 1 419 Sędzia główny: Andris Ansons Jeremy Tufts Sędziowie liniowi: Franco Castelli Aleksander Sysujew |

Tabela
| Lp. | Zespół            | M | Pkt | Z | Zd | Pd | P | G+ | G- | +/− |
| --- | ----------------- | - | --- | - | -- | -- | - | -- | -- | --- |
| 1.  | Kanada            | 4 | 10  | 3 | 0  | 1  | 0 | 21 | 6  | +15 |
| 2.  | Stany Zjednoczone | 4 | 8   | 2 | 1  | 0  | 1 | 20 | 10 | +10 |
| 3.  | Finlandia         | 4 | 6   | 2 | 0  | 0  | 2 | 15 | 12 | +3  |
| 4.  | Słowacja          | 4 | 6   | 2 | 0  | 0  | 2 | 10 | 14 | -4  |
| 5.  | Dania             | 4 | 0   | 0 | 0  | 0  | 4 | 2  | 26 | -24 |

    = awans do ćwierćfinałów     = baraż o utrzymanie
Grupa B
| 26 grudnia 2017 | Czechy | 5:4 | Rosja | KeyBank Center, Buffalo |

| Szczegóły      | Szczegóły                                                                                            | Szczegóły       | Szczegóły                                                                                 | Szczegóły |
| -------------- | --- | --------------- | ----------------------------------------------------------------------------------------- | --- |
| Godzina: 12:00 | M. Nečas (PP) 04:42 O. Safin (EQ) 07:28 F. Zadina (PP) 25:34 F. Chytil (EQ) 37:26 F. Král (EQ) 46:16 | (2:2, 2:0, 1:2) | 05:21 (EQ) A. Połodian 09:16 (EQ) M. Szołochow 57:48 (EQ) A. Kajumow 59:02 (EQ) W. Sjomin | Widzów: 4998 Sędzia główny: Andris Ansons Alexandre Garon Sędziowie liniowi: Franco Castelli Markus Hagerstrom |
| Godzina: 12:00 | 14 min. kar                                                                                          |                 | 6 min. kar                                                                                | Widzów: 4998 Sędzia główny: Andris Ansons Alexandre Garon Sędziowie liniowi: Franco Castelli Markus Hagerstrom |

| 26 grudnia 2016 | Białoruś | 1:6 | Szwecja | HarborCenter, Buffalo |

| Szczegóły      | Szczegóły                  | Szczegóły       | Szczegóły | Szczegóły                                                                                                  |
| -------------- | -------------------------- | --------------- | --- | --- |
| Godzina: 14:00 | J. Szarangowicz (SH) 14:56 | (1:1, 0:3, 0:2) | 08:44 (PP) E. Pettersson 30:57 (EQ) E. Brännström 32:33 (EQ) G. Gustafsson 34:18 (EQ) J. Boqvist 42:17 (PP) L. Andersson 51:07 (EQ) L. Andersson | Widzów: 1754 Sędzia główny: Jacob Grumsen Mikko Kaukokari Sędziowie liniowi: Wiliam Hancock II Rene Jensen |
| Godzina: 14:00 | 16 min. kar                |                 | 8 min. kar | Widzów: 1754 Sędzia główny: Jacob Grumsen Mikko Kaukokari Sędziowie liniowi: Wiliam Hancock II Rene Jensen |

| 27 grudnia 2017 | Szwajcaria | 3:2 | Białoruś | KeyBank Center, Buffalo |

| Szczegóły      | Szczegóły                                                            | Szczegóły       | Szczegóły                                 | Szczegóły |
| -------------- | -------------------------------------------------------------------- | --------------- | ----------------------------------------- | --- |
| Godzina: 15:00 | N. Muller (EQ) 08:07 V. Nussbaumer (EQ) 48:12 F. Kurashev (EQ) 51:16 | (1:1, 0:0, 2:1) | 18:34 (EQ) M. Suszko 44:25 (PP) W. Bowbel | Widzów: 5224 Sędzia główny: Mikael Sjöqvist Stephen Thomson Sędziowie liniowi: Dustin McCrank Emil Yletyinen |
| Godzina: 15:00 | 4 min. kar                                                           |                 | 2 min. kar                                | Widzów: 5224 Sędzia główny: Mikael Sjöqvist Stephen Thomson Sędziowie liniowi: Dustin McCrank Emil Yletyinen |

| 28 grudnia 2017 | Rosja | 5:2 | Szwajcaria | HarborCenter, Buffalo |

| Szczegóły      | Szczegóły                                                                                                  | Szczegóły       | Szczegóły                                 | Szczegóły                                                                                            |
| -------------- | --- | --------------- | ----------------------------------------- | --- |
| Godzina: 14:00 | W. Sjomin (PP) 10:21 K. Kostin (EQ) 38:16 A. Kajumow (EQ) 51:02 G. Iwanow (EQ) 58:18 W. Abramow (EQ) 58:31 | (1:0, 1:1, 3:1) | 20:09 (EQ) M. Miranda 42:10 (EQ) K. Jager | Widzów: 1895 Sędzia główny: Jacob Grumsen Jeremy Tufts Sędziowie liniowi: Jiří Ondráček Peter Šefčík |
| Godzina: 14:00 | 6 min. kar                                                                                                 |                 | 8 min. kar                                | Widzów: 1895 Sędzia główny: Jacob Grumsen Jeremy Tufts Sędziowie liniowi: Jiří Ondráček Peter Šefčík |

| 28 grudnia 2017 | Szwecja | 3:1 | Czechy | KeyBank Center, Buffalo |

| Szczegóły      | Szczegóły                                                               | Szczegóły       | Szczegóły            | Szczegóły |
| -------------- | ----------------------------------------------------------------------- | --------------- | -------------------- | --- |
| Godzina: 16:00 | M. Davidsson (EQ) 05:56 E. Pettersson (PP) 19:04 A. Nylander (PP) 44:25 | (2:0, 0:1, 1:0) | 39:02 (PP) F. Zadina | Widzów: 6890 Sędzia główny: Stephen Thomson Marc Wiegand Sędziowie liniowi: Dustin McCrank Aleksander Sysujew |
| Godzina: 16:00 | 10 min. kar                                                             |                 | 8 min. kar           | Widzów: 6890 Sędzia główny: Stephen Thomson Marc Wiegand Sędziowie liniowi: Dustin McCrank Aleksander Sysujew |

| 29 grudnia 2017 | Białoruś | 2:5 | Rosja | HarborCenter, Buffalo |

| Szczegóły      | Szczegóły                                   | Szczegóły       | Szczegóły                                                                                                   | Szczegóły                                                                                                  |
| -------------- | ------------------------------------------- | --------------- | --- | --- |
| Godzina: 12:00 | D. Derjabin (EQ) 42:03 S. Piszuk (EQ) 50:43 | (0:2, 0:1, 2:2) | 10:14 (EQ) A. Połodian 12:44 (EQ) G. Rubcow 23:33 (EQ) K. Kostin 44:21 (EQ) A. Kajumow 48:12 (EQ) K. Kostin | Widzów: 1841 Sędzia główny: Manuel Nikolic Gordon Schukies Sędziowie liniowi: Wiliam Hancock II Jon Kilian |
| Godzina: 12:00 | 6 min. kar                                  |                 | 10 min. kar                                                                                                 | Widzów: 1841 Sędzia główny: Manuel Nikolic Gordon Schukies Sędziowie liniowi: Wiliam Hancock II Jon Kilian |

| 30 grudnia 2017 | Czechy | 6:5 | Białoruś | KeyBank Center, Buffalo |

| Szczegóły      | Szczegóły | Szczegóły       | Szczegóły | Szczegóły                                                                                             |
| -------------- | --- | --------------- | --- | --- |
| Godzina: 12:00 | R. Pavlik (EQ) 21:29 L. Hájek (EQ) 21:53 F. Zadina (PP) 25:58 F. Chytil (EQ) 32:45 R. Pavlik (EQ) 35:26 M. Zachar (EQ) 53:23 | (0:1, 5:2, 1:2) | 08:31 (PP) J. Szarangowicz 20:48 (EQ) I. Drozdow 38:45 (PP) J. Szarangowicz 50:27 (PP) I. Martynow 54:52 (EQ) W. Gabrus | Widzów: 5222 Sędzia główny: Jacob Grumsen Artur Kuliew Sędziowie liniowi: Franco Castelli Rene Jensen |
| Godzina: 12:00 | 41 min. kar |                 | 4 min. kar | Widzów: 5222 Sędzia główny: Jacob Grumsen Artur Kuliew Sędziowie liniowi: Franco Castelli Rene Jensen |

| 30 grudnia 2017 | Szwecja | 7:2 | Szwajcaria | HarborCenter, Buffalo |

| Szczegóły      | Szczegóły | Szczegóły       | Szczegóły                                  | Szczegóły                                                                                                  |
| -------------- | --- | --------------- | ------------------------------------------ | --- |
| Godzina: 14:00 | L. Andersson (PP) 05:25 L. Andersson (EQ) 26:07 A. Jonsson Fjallby (SH) 32:27 E. Pettersson (EQ) 44:55 T. Söderlund (EQ) 50:01 F. Zetterlund (EQ) 51:43 E. Pettersson (EQ) 52:17 | (1:1, 2:1, 4:0) | 10:13 (EQ) N. Muller 39:14 (PP) M. Miranda | Widzów: 2115 Sędzia główny: Andris Ansons Robin Šír Sędziowie liniowi: Wiliam Hancock II Markus Hagerstrom |
| Godzina: 14:00 | 6 min. kar |                 | 8 min. kar                                 | Widzów: 2115 Sędzia główny: Andris Ansons Robin Šír Sędziowie liniowi: Wiliam Hancock II Markus Hagerstrom |

| 31 grudnia 2017 | Szwajcaria | 3:6 | Czechy | KeyBank Center, Buffalo |

| Szczegóły      | Szczegóły                                                     | Szczegóły       | Szczegóły | Szczegóły                                                                                                |
| -------------- | ------------------------------------------------------------- | --------------- | --- | --- |
| Godzina: 12:00 | K. Jäger (EQ) 02:51 D. Rohrbach (EQ) 22:20 E. Riva (PP) 23:55 | (1:2, 2:2, 0:2) | 02:38 (EQ) J. Lauko 11:07 (PP) M. Nečas 22:11 (EQ) K. Reichel 28:38 (PP) M. Kaut 47:46 (EQ) D. Kurovský 57:40 (EQ) K. Reichel | Widzów: 5548 Sędzia główny: Mikko Kaukokari Mikael Sjöqvist Sędziowie liniowi: Jon Kilian Emil Yletyinen |
| Godzina: 12:00 | 4 min. kar                                                    |                 | 8 min. kar | Widzów: 5548 Sędzia główny: Mikko Kaukokari Mikael Sjöqvist Sędziowie liniowi: Jon Kilian Emil Yletyinen |

| 31 grudnia 2017 | Rosja | 3:4 pk. | Szwecja | KeyBank Center, Buffalo |

| Szczegóły      | Szczegóły                                                         | Szczegóły                 | Szczegóły                                                                                     | Szczegóły |
| -------------- | ----------------------------------------------------------------- | ------------------------- | --------------------------------------------------------------------------------------------- | --- |
| Godzina: 20:00 | D. Sokołow (EQ) 15:09 K. Kostin (EQ) 18:18 A. Połodian (EQ) 56:15 | (2:2, 0:0, 1:1, 0:0, 0:1) | 07:18 (EQ) L. Andersson 17:32 (EQ) T. Liljegren 54:21 (EQ) G. Gustafsson 65:00 (GWG) O. Steen | Widzów: 6121 Sędzia główny: Gordon Schukies Stephen Thomson Sędziowie liniowi: Markus Hagerstrom Dustin McCrank |
| Godzina: 20:00 | 12 min. kar                                                       |                           | 8 min. kar                                                                                    | Widzów: 6121 Sędzia główny: Gordon Schukies Stephen Thomson Sędziowie liniowi: Markus Hagerstrom Dustin McCrank |

Tabela
| Lp. | Zespół     | M | Pkt | Z | Zd | Pd | P | G+ | G- | +/− |
| --- | ---------- | - | --- | - | -- | -- | - | -- | -- | --- |
| 1.  | Szwecja    | 4 | 11  | 3 | 1  | 0  | 0 | 20 | 7  | +13 |
| 2.  | Czechy     | 4 | 9   | 3 | 0  | 0  | 1 | 18 | 15 | +3  |
| 3.  | Rosja      | 4 | 7   | 2 | 0  | 1  | 1 | 17 | 13 | +4  |
| 4.  | Szwajcaria | 4 | 3   | 1 | 0  | 0  | 3 | 10 | 20 | -10 |
| 5.  | Białoruś   | 4 | 0   | 0 | 0  | 0  | 4 | 10 | 20 | -10 |

    = awans do ćwierćfinałów     = baraż o utrzymanie

## Turniej play-out
| 2 stycznia 2018 | Białoruś | 4:5 | Dania | HarborCenter, Buffalo |

| Szczegóły      | Szczegóły                                                                                     | Szczegóły       | Szczegóły | Szczegóły |
| -------------- | --------------------------------------------------------------------------------------------- | --------------- | --- | --- |
| Godzina: 14:00 | I. Litwinow (SH) 21:01 W. Jerjomienko (PP) 29:13 I. Drozdow (SH) 41:44 I. Martynow (PP) 48:30 | (0:2, 2:0, 2:3) | 15:56 (PP) J. Rondbjerg 16:48 (EQ) P. Schultz 49:04 (EQ) J. Blichfeld 59:26 (EQ) J. Blichfeld 59:45 (EQ) A. Grundtvig | Widzów: 1245 Sędzia główny: Gordon Schukies Marc Wiegand Sędziowie liniowi: Franco Castelli Markus Hägerström |
| Godzina: 14:00 | 20 min. kar                                                                                   |                 | 14 min. kar | Widzów: 1245 Sędzia główny: Gordon Schukies Marc Wiegand Sędziowie liniowi: Franco Castelli Markus Hägerström |

| 4 stycznia 2018 | Dania | 3:2 pk. | Białoruś | KeyBank Center, Buffalo |

| Szczegóły      | Szczegóły                                                                      | Szczegóły                 | Szczegóły                                    | Szczegóły |
| -------------- | ------------------------------------------------------------------------------ | ------------------------- | -------------------------------------------- | --- |
| Godzina: 12:00 | D. Nielsen (EQ) 10:47 J. Rondbjerg (EQ) 12:23 J. Schmidt-Svejstrup (GWG) 65:00 | (2:0, 0:0, 0:2, 0:0, 1:0) | 48:54 (PP2) M. Suszko 49:40 (PP) I. Litwinow | Widzów: 4295 Sędzia główny: Andris Ansons Alexandre Garon Sędziowie liniowi: Wiliam Hancock II Emil Yletyinen |
| Godzina: 12:00 | 10 min. kar                                                                    |                           | 33 min. kar                                  | Widzów: 4295 Sędzia główny: Andris Ansons Alexandre Garon Sędziowie liniowi: Wiliam Hancock II Emil Yletyinen |

## Faza pucharowa
Ćwierćfinały
| 2 stycznia 2018 | Czechy | 4:3 pk. | Finlandia | KeyBank Center, Buffalo |

| Szczegóły      | Szczegóły                                                                          | Szczegóły                 | Szczegóły                                                            | Szczegóły                                                                                              |
| -------------- | ---------------------------------------------------------------------------------- | ------------------------- | -------------------------------------------------------------------- | --- |
| Godzina: 12:00 | F. Zadina (PP) 06:20 K. Reichel (EQ) 34:17 F. Zadina (EA) 57:34 Reichel (SO) 65:00 | (1:0, 1:2, 1:1, 0:0, 2:1) | 23:04 (PP) A. Räsänen 29:53 (EQ) O. Juolevi 46:30 (EQ) K. Vesalainen | Widzów: 5 109 Sędzia główny: Stephen Thomson Jeremy Tufts Sędziowie liniowi: Jon Kilian Emil Yletyinen |
| Godzina: 12:00 | 8 min. kar                                                                         |                           | 4 min. kar                                                           | Widzów: 5 109 Sędzia główny: Stephen Thomson Jeremy Tufts Sędziowie liniowi: Jon Kilian Emil Yletyinen |

| 2 stycznia 2018 | Kanada | 8:2 | Szwajcaria | KeyBank Center, Buffalo |

| Szczegóły      | Szczegóły | Szczegóły       | Szczegóły                                  | Szczegóły |
| -------------- | --- | --------------- | ------------------------------------------ | --- |
| Godzina: 16:00 | B. Howden (EQ) 00:48 C. Makar (EQ) 08:29 D. Batherson (PP) 12:06 D. Batherson (EQ) 26:12 J. Kyrou (EQ) 27:24 C. Timmins (EQ) 32:19 D. Dubé (PP) 51:12 M. Comtois (EQ) 59:09 | (3:0, 3:1, 2:1) | 28:46 (EQ) D. Rohrbach 50:26 (SH) A. Simic | Widzów: 5 533 Sędzia główny: Jacob Grumsen Mikael Sjöqvist Sędziowie liniowi: Rene Jensen Aleksander Sysujew |
| Godzina: 16:00 | 6 min. kar |                 | 8 min. kar                                 | Widzów: 5 533 Sędzia główny: Jacob Grumsen Mikael Sjöqvist Sędziowie liniowi: Rene Jensen Aleksander Sysujew |

| 2 stycznia 2018 | Szwecja | 3:2 | Słowacja | HarborCenter, Buffalo |

| Szczegóły      | Szczegóły                                                                  | Szczegóły       | Szczegóły                            | Szczegóły                                                                                                   |
| -------------- | -------------------------------------------------------------------------- | --------------- | ------------------------------------ | --- |
| Godzina: 18:00 | I. Lundeström (EQ) 20:09 F. Zetterlund (EQ) 26:55 I. Lundeström (EQ) 50:17 | (0:0, 2:1, 1:1) | 37:41 (PP) M. Bodák 51:58 (EQ) Bodák | Widzów: 1 445 Sędzia główny: Alexandre Garon Manuel Nkolic Sędziowie liniowi: William Hancock Jiří Ondráček |
| Godzina: 18:00 | 10 min. kar                                                                |                 | 4 min. kar                           | Widzów: 1 445 Sędzia główny: Alexandre Garon Manuel Nkolic Sędziowie liniowi: William Hancock Jiří Ondráček |

| 2 stycznia 2018 | Stany Zjednoczone | 4:2 | Rosja | KeyBank Center, Buffalo |

| Szczegóły      | Szczegóły                                                                                 | Szczegóły       | Szczegóły                                           | Szczegóły                                                                                            |
| -------------- | ----------------------------------------------------------------------------------------- | --------------- | --------------------------------------------------- | --- |
| Godzina: 20:00 | K. Bellows (PP) 02:18 K. Yamamoto (EQ) 14:34 K. Bellows (EQ) 52:31 J. Anderson (EQ) 59:18 | (2:1, 0:0, 2:1) | 10:32 (EQ) M. Szołochow 43:39 (EQ) A. Ałtybarmakjan | Widzów: 6242 Sędzia główny: Mikko Kaukokari Robin Šír Sędziowie liniowi: Dustin McCrank Peter Šefčík |
| Godzina: 20:00 | 8 min. kar                                                                                |                 | 33 min. kar                                         | Widzów: 6242 Sędzia główny: Mikko Kaukokari Robin Šír Sędziowie liniowi: Dustin McCrank Peter Šefčík |

Półfinały
| 4 stycznia 2018 | Szwecja | 4:2 | Stany Zjednoczone | KeyBank Center, Buffalo |

| Szczegóły      | Szczegóły                                                                                    | Szczegóły       | Szczegóły                                   | Szczegóły                                                                                                |
| -------------- | -------------------------------------------------------------------------------------------- | --------------- | ------------------------------------------- | --- |
| Godzina: 16:00 | E. Pettersson (PP) 33:30 L. Andersson (EQ) 46:17 O. Steen (SH) 47:47 A.J. Fjällby (SH) 48:25 | (0:0, 1:0, 3:2) | 52:24 (PP) K. Bellows 56:59 (EA) B. Tkachuk | Widzów: 7 524 Sędzia główny: Manuel Nikolic Marc Wiegand Sędziowie liniowi: William Hancock Peter Šefčík |
| Godzina: 16:00 | 16 min. kar                                                                                  |                 | 8 min. kar                                  | Widzów: 7 524 Sędzia główny: Manuel Nikolic Marc Wiegand Sędziowie liniowi: William Hancock Peter Šefčík |

| 4 stycznia 2018 | Kanada | 7:2 | Czechy | KeyBank Center, Buffalo |

| Szczegóły      | Szczegóły | Szczegóły       | Szczegóły                                 | Szczegóły                                                                                                 |
| -------------- | --- | --------------- | ----------------------------------------- | --- |
| Godzina: 20:00 | S. Steel (PP) 15:05 D. Batherson (PP) 18:08 D. Batherson (PP) 27:48 M. Comtois (EQ) 29:43 J. Kyrou (EQ) 32:15 D. Batherson (EQ) 36:58 B. Katchouk (EQ) 45:15 | (2:1, 4:0, 1:1) | 05:55 (EQ) F. Zadina 50:11 (EQ) F. Zadina | Widzów: 6 941 Sędzia główny: Gordon Schukies Jeremy Tufts Sędziowie liniowi: Markus Hägerström Jon Kilian |
| Godzina: 20:00 | 10 min. kar |                 | 8 min. kar                                | Widzów: 6 941 Sędzia główny: Gordon Schukies Jeremy Tufts Sędziowie liniowi: Markus Hägerström Jon Kilian |

Mecz o trzecie miejsce
| 5 stycznia 2018 | Czechy | 3:9 | Stany Zjednoczone | KeyBank Center, Buffalo |

| Szczegóły      | Szczegóły                                                      | Szczegóły       | Szczegóły | Szczegóły                                                                                                 |
| -------------- | -------------------------------------------------------------- | --------------- | --- | --- |
| Godzina: 16:00 | M. Kaut (PP) 40:43 R. Pavlík (EQ) 42:11 D. Kurovský (EQ) 47:45 | (0:1, 0:6, 3:2) | 19:56 (SH) T. Frederic 20:09 (SH) R. Poehling 24:18 (EQ) J. Anderson 25:52 (EQ) T. Frederic 27:23 (PS) K. Bellows 32:55 (EQ) T. Frederic 39:01 (EQ) K. Bellows 45:41 (PP) T. Frederic 57:10 (EQ) P. Harper | Widzów: 7 122 Sędzia główny: Gordon Schukies Mikael Sjöqvist Sędziowie liniowi: Jon Kilian Dustin McCrank |
| Godzina: 16:00 | 4 min. kar                                                     |                 | 8 min. kar | Widzów: 7 122 Sędzia główny: Gordon Schukies Mikael Sjöqvist Sędziowie liniowi: Jon Kilian Dustin McCrank |

Finał
| 5 stycznia 2018 | Szwecja | 1:3 | Kanada | KeyBank Center, Buffalo |

| Szczegóły      | Szczegóły               | Szczegóły       | Szczegóły                                                             | Szczegóły                                                                                             |
| -------------- | ----------------------- | --------------- | --------------------------------------------------------------------- | --- |
| Godzina: 20:00 | T. Söderlund (SH) 33:07 | (0:0, 1:1, 0:2) | 21:49 (EQ) D. Dubé 58:20 (EQ) T. Steenbergen 58:46 (ENG) A. Formenton | Widzów: 17 544 Sędzia główny: Mikko Kaukokari Robin Šir Sędziowie liniowi: Jiří Ondráček Peter Šefčík |
| Godzina: 20:00 | 22 min. kar             |                 | 2 min. kar                                                            | Widzów: 17 544 Sędzia główny: Mikko Kaukokari Robin Šir Sędziowie liniowi: Jiří Ondráček Peter Šefčík |

## Statystyki
- Klasyfikacja strzelców:  Kieffer Bellows – 9 goli[2]
- Klasyfikacja asystentów:  Martin Nečas – 8 asyst[3]
- Klasyfikacja kanadyjska:  Casey Mittelstadt – 11 punktów[4]
- Klasyfikacja +/−:  Conor Timmins – +15[5]

## Nagrody
Najbardziej Wartościowy Zawodnik (MVP) turnieju
- Casey Mittelstadt[6]

Nagrody IIHF dla najlepszych zawodników
- Bramkarz:  Filip Gustavsson
- Obrońca:  Rasmus Dahlin
- Napastnik:  Casey Mittelstadt

Skład Gwiazd turnieju
- Bramkarz:  Filip Gustavsson
- Obrońcy:  Rasmus Dahlin,  Cale Makar
- Napastnicy:  Casey Mittelstadt,  Filip Zadina,  Kieffer Bellows